# Ултургашев, Степан Павлович
Степа́н Па́влович Ултурга́шев (1 марта 1930, аул Политов, Хакасский округ — 28 марта 2004) — советский и российский историк, кандидат исторических наук (1956), профессор (1989) кафедры истории; ректор Абаканского государственного педагогического института (1977—1994). Заслуженный работник культуры РСФСР (1974).

## Биография
Родился в крестьянской семье в ауле Политов Аскызского района Хакасского округа (ныне — Аскизский район, Республика Хакасия, Россия). Его отец в составе Сибирского добровольческого корпуса с 1942 года воевал на Волховском фронте и пропал без вести в начале 1944 года. Мать, Прасковья Васильевна, все силы отдала, чтобы поставить детей на ноги.
В 1944 году поступил в училище, с 1946 года работал учителем математики и физики. С ноября 1948 года — секретарь Аскизского райкома комсомола. В 1949—1951 годы учился в Центральной комсомольской школе при ЦК ВЛКСМ (Москва) и одновременно заочно — на историческом факультете Московского университета. С 1951 года — первый секретарь Аскизского РК ВЛКСМ.
В 1952 году окончил исторический факультет МГУ имени М. В. Ломоносова, в 1955 году — аспирантуру Института истории Академии наук СССР. В 1956—1959 годы — директор Хакасского научно-исследовательского института истории, языка и литературы.
С 1959 года преподавал в Абаканском педагогическом институте (одновременно работал в НИИ истории, языка и литературы старшим научным сотрудником — до 1960 года, директором — в 1969—1970 годах). В 1977—1994 годы — ректор Абаканского педагогического института.
С 1994 года — заведующий кафедрой, а с 1996 года — директор Института саяно-алтайской тюркологии Хакасского государственного университета (Абакан).
Избирался членом обкома КПСС, депутатом областного Совета, членом обкома профсоюзов. Возглавлял Совет Хакасской организации общества «Знание», был членом комиссии по рассмотрению работ, выдвигаемых на соискание Государственной премии имени Н. Ф. Катанова, комиссии по наградам Президиума Верховного Совета Республики Хакасия.

## Научная деятельность
В 1956 году защитил кандидатскую диссертацию. Основные направления исследований — история России, Сибири и Хакасии.
Автор более 180 научных работ, в том числе монографий, а также коллективных изданий («Историография Советской Сибири», «От Енисея до Эльбы», «Очерки истории Хакасии Советского периода», «Очерки истории Хакасской областной организации КПСС», «Долголетие», «250 лет вместе с великим русским народом», «Боевая молодость»), глав о Хакасии в «Енисейском энциклопедическом словаре» (1998).
Редактор сборников:
- Вопросы социально-экономического развития Хакасии. (История, экономика, культура, наука). — Абакан : Краснояр. кн. изд-во. Хакас. отд-ние, 1968. — 180 с.
- Из истории Советской Хакасии. — Абакан : Б. и., 1986. — 172 с.
- Комсомол Хакасии в цифрах и фотодокументах (1920—1980) / Сост. О. В. Полевец, В. Н. Тугужекова. — Абакан : Хакас. отд-ние Краснояр. кн. изд-ва, 1984. — 95 с.
- Совершенствование идейно-воспитательной работы в школе. — Абакан : Абакан. ГПИ, 1991. — 167 с.

Являлся председателем Хакасского научного центра СО РАО.

### Избранные труды
- Ултургашев С. П. Пирятинская краснознаменная. [309-я стрелковая дивизия]. — Абакан : Краснояр. кн. изд-во, 1966. — 105 с.
  -  — 2-е изд., перераб. и доп. — Красноярск : Кн. изд-во, 1985. — 158 с.
- Ултургашев С. П. Сибирская гвардейская : История формирования и боевой путь 65-й гвардейской стрелковой риж. дивизии. — Абакан : Краснояр. кн. изд-во, 1975. — 99 с.
  -  — 2-е изд., испр. и доп. — Красноярск : Кн. изд-во, 1983. — 157 с.
- Ултургашев С. П. Советская сельская интеллигенция и её роль в подъеме политического и культурно-технического уровня колхозного крестьянства во второй пятилетке (1933—1937 гг.) : Автореф. дис. … канд. ист. наук. — М., 1955. — 12 с.

## Награды
- Орден Почёта (2000) — за заслуги в обучении и воспитании учащихся, подготовку высококвалифицированных специалистов и многолетний добросовестный труд[4]
- Орден Трудового Красного Знамени (1981)
- медаль «Ветеран труда»
- медаль «За освоение целинных земель»
- медаль «За доблестный труд в ознаменование 100-летия со дня рождения В. И. Ленина»
- юбилейная медаль «50 лет Победы в Великой Отечественной войне 1941—1945 гг.»
- почётные грамоты Президиума Верховного Совета РСФСР и Президиума Верховного Совета Республики Хакасия
- Почётное звание «Заслуженный работник культуры РСФСР» (1974)
- Почётное звание «Заслуженный деятель науки Республики Хакасия» (1994)
- Знак «Отличник народного образования»
- Знак «Отличник просвещения СССР»
- Государственная премия Республики Хакасия им. Н. Ф. Катанова (1996)

## Память
- В 2015 году Национальная библиотека им. Н. Г. Доможакова создала виртуальную выставку, посвящённую 85-летию со дня рождения С. П. Ултургашева[3].